# Indian Church (Belize)
Indian Church ist ein kleines abgelegenes Dorf im Orange Walk District von Belize. 2010 hatte der Ort ca. 267 Einwohner in 66 Haushalten.

## Geographie
Der Ort liegt auf dem Westufer des New River am Fuß des Burnham Hill (39 m) und in Nachbarschaft zu San Carlos im Süden.
Die Maya-Ruinen von Lamanai befinden sich am Nordrand des Ortes. Das Dorf erhielt seinen Namen durch historische spanische Kirchen, die in den alten Maya-Ruinen angelegt worden waren. Die Einwohner lebten ebenfalls bis 1991 im Ruinenfeld, bis die Regierung von Belize das Lamanai Archaeological Reserve einrichtete. Das 5,2 km² große Reservat wird vom Institute of Archaeology von Belize verwaltet.

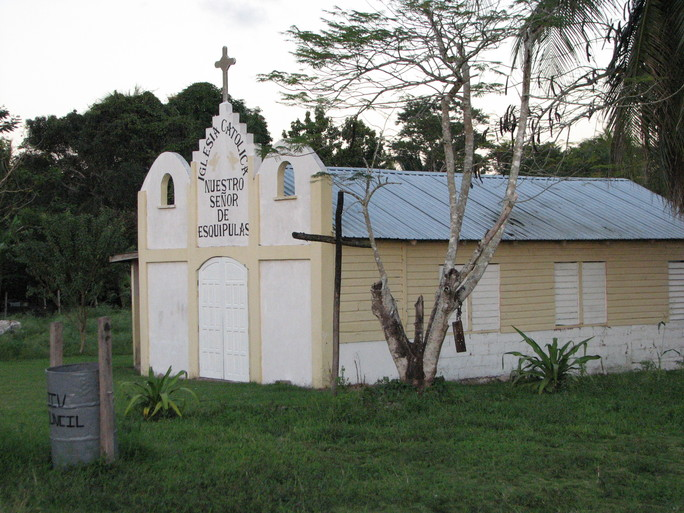
Catholic church in Indian Church Village, Belize

## Klima
Nach dem Köppen-Geiger-System zeichnet sich durch ein tropisches Klima mit der Kurzbezeichnung Am aus.